# Thiania jucunda
Thiania jucunda es una especie de araña saltarina del género Thiania, familia Salticidae. Fue descrita científicamente por Thorell en 1890.
Habita en Indonesia (Sumatra).